# Bill Phipps
Pour les articles homonymes, voir Phipps.
William Phipps (1942 - 2022) est un chef religieux canadien et un militant de la justice sociale. Il a été le modérateur de l'Église unie du Canada de 1997 à 2000.

## Jeunesse et ministère
Formé en tant qu'avocat avant d'entrer au collège théologique, il fut ordonné ministre en 1969. Alors qu'il étudiait la théologie, il travailla pour l'activiste Saul Alinsky. Avocat spécialisé en matière de pauvreté, organisateur communautaire et pasteur, il fut ministre  à l'Église unie Trinity-St-Paul dans le centre-ville de Toronto en Ontario, Après avoir quitté Trinity, il déménagea en Alberta pour travailler en tant qu'administrateur de l'Église.

## Engagements religieux
Théologien libéral, il suscita une polémique au sein de  l'Église Unie en  faisant profession de non-théisme sitôt nommé au titre de modérateur, affirmant s'inspirer de la  théologie de Paul Tillich. Il s'affirma Unitarien et il exprima que la résurrection devait être comprise d'une façon  allégorique, déclarant également que la vie éternelle ne se situait pas après la  mortEn conformité avec l'affirmation des églises   réformées des courants historiques européens. Ces positions firent débat au sein de l'Église unie dont certaines congrégations firent voter des motions affirmant leur foi en la résurrection de Jésus de Nazareth. Ces affirmations suscitèrent également des campagnes d'opposition virulentes menées  par le courant fondamentaliste de l'Église Unie. Néanmoins le conseil général, organe exécutif de l'Église unie, soutint le droit de Phipps à exprimer ses convictions.
Durant son ministère, il demanda pardon aux amérindiens au Canada pour les abus commis par les ministres de l'Église au sein de l'école résidentielle amérindienne au XXe siècle. Depuis 1993, il est ministre dans l'église unie de Scarboro à Calgary en Alberta. En 2001, Marion Pardy le remplaça à titre de modératice.
En avril 2005, à l'occasion de plaintes déposées contre les positions controversées de l'évêque catholique conservateur Frederick Henry réclamant dans une lettre pastorale la criminalisation de l'homosexualité , Phlipps, parmi d'autres personnalités, prit position contre celui-ci dans une interview, lui reprochant notamment de se poser en victime. 
Il travaillait au dialogue interreligieux comme membre du projet  Foi et Bien commun au Canada et siège au conseil de la Conférence Mondiale des Religions pour la Paix (WCRP).
Bill Phipps est mort à Calgary le 4 mars 2022, à l'âge de 79 ans.

## Engagements politiques
En 2002, il est le candidat néodémocrate de Calgary-Southwest, dans une qui l'oppose au nouveau chef de l'Alliance canadienne, Stephen Harper. Battu, il récolte vingt pour cent des voix. 
En 2003, il appuie le révérend Bill Blaikie lors du congrès pour la direction du Nouveau Parti démocratique de 2003. 

## Honneurs
- William Phlipp a reçu l'Alberta Centennial Medal en 2005